# Ruta 603 (Costa Rica)
La Ruta 603, oficialmente Ruta Nacional Terciaria 603, es una ruta nacional de Costa Rica ubicada en la provincia de Puntarenas.

## Descripción
En la provincia de Puntarenas, la ruta atraviesa el cantón de Puntarenas (el distrito de Chomes).